# 천희 (북송)
천희(天禧, 1017년 ~ 1021년)는 북송 진종(眞宗) 조항(趙恆)의 네번째 연호이다. 5년 가량 사용하였다.

## 개원
- 대중상부(大中祥符) 9년 11월 15일[1](1016년 12월 16일)에 연호를 천희(天禧)로 정하고, 다음 해 1월 1일[2](1017년 1월 31일)에 개원함.[3][4][5][6][7]

- 천희(天禧) 6년 1월 1일[8](1022년 2월 4일)에 연호를 건흥(乾興)으로 개원함.[3][9][5][6]

## 연대 대조표
| 천희       | 원년           | 2년        | 3년        | 4년        | 5년                  |
| 서기(西紀) | 1017년         | 1018년     | 1019년     | 1020년     | 1021년               |
| 간지(干支) | 정사(丁巳)     | 무오(戊午) | 기미(己未) | 경신(庚申) | 신유(辛酉)           |
| 요(遼)     | 개태(開泰) 6년 | 7년        | 8년        | 9년        | 10년 태평(太平) 원년 |

## 동시대 연호

### 중국
요(遼)
- 개태(開泰) (1012년 ~ 1021년)
- 태평(太平) (1021년 ~ 1031년)

대리국(大理國)
- 명계(明啓) (1010년 ~ 1022년)

### 베트남
- 투언티엔(順天) (1010년 ~ 1028년)

### 일본
- 조와(長和) (1012년 ~ 1017년)
- 간닌(寬仁) (1017년 ~ 1021년)
- 지안(治安) (1021년 ~ 1024년)

## 같이 보기
- 다른 왕조의 같은 연호
  - 서요(西遼) 천희(天禧, 1178년 ~ 1211년)

- 중국의 연호 목록